# Kris Guštin
Kris Guštin, slovenski kitarist nizozemskega porekla 16. januar 2000, Ljubljana.
Kris je kitarist ljubljanske pop rock skupine Joker Out, ki je na Pesmi Evrovizije 2023 zastopala Slovenijo.

## Življenje
Krisov oče Miha Guštin - Gušti je prav tako glasbenik, njegova mama Chantal van Mourik Guštin prihaja z Nizozemske. Kris je prvorojenec, ima še brata in sestro. Po izobrazbi je diplomirani kemijski inženir. Sledil je očetovim stopinjam in sam postal glasbenik in kitarist.

## Kris v Joker Outu
Ker je Kris odraščal z očetom, ki je bil znan glasbenik, se je verjetno z glasbo ukvarjal že od malih nog.
Leta 2016 je na koncertu druge skupine Buržuazija spoznal Bojana Cvjetićanina in Jana Peteha, s katerima so skupaj z Jurkovičem in Kovačičem ustanovili skupino Joker Out.